# Ted Kaufman

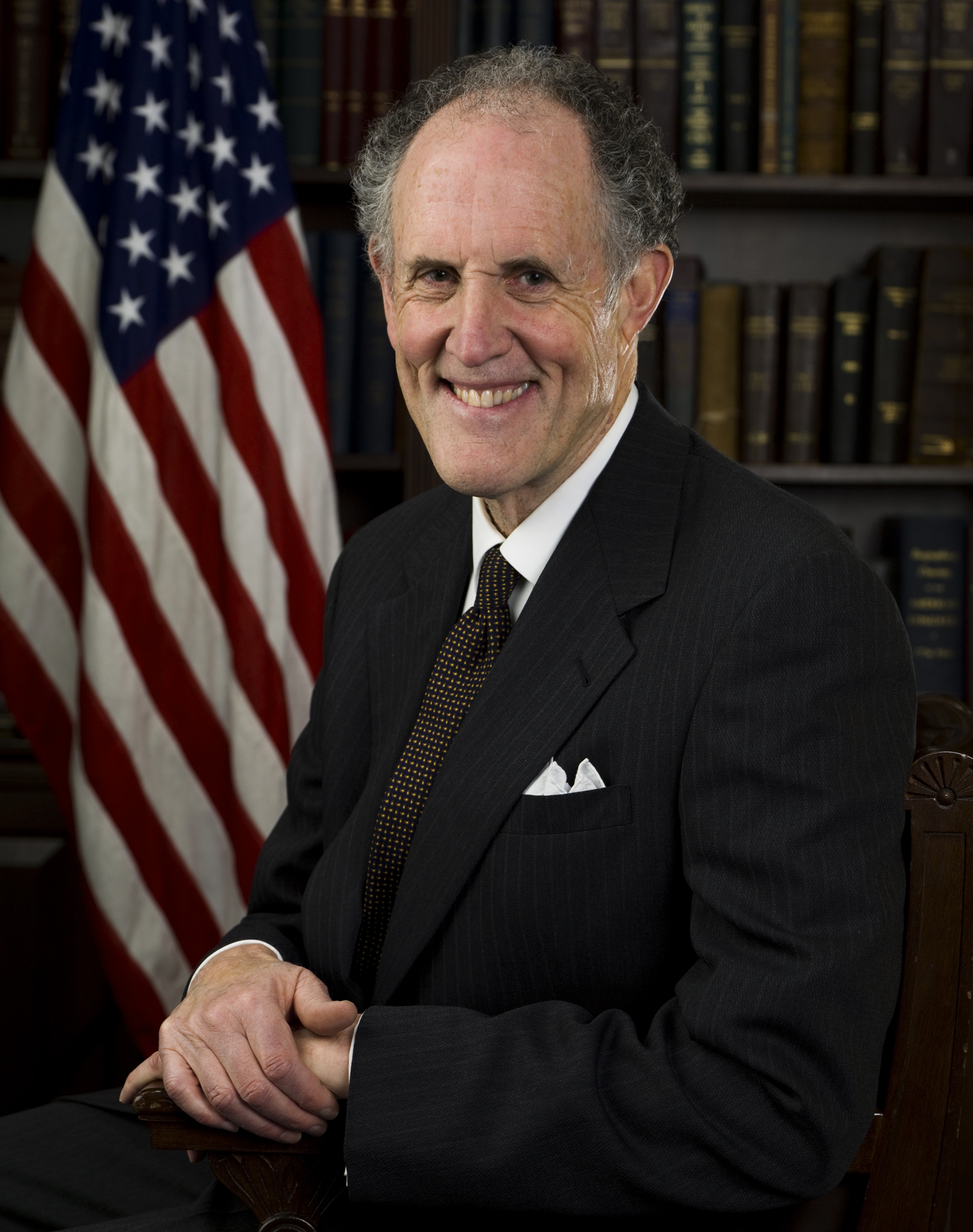
Ted Kaufman (2009)

Edward E. „Ted“ Kaufman (* 15. März 1939 in Philadelphia, Pennsylvania) ist ein US-amerikanischer Politiker (Demokratische Partei). Er vertrat den Bundesstaat Delaware zwischen dem 16. Januar 2009 und dem 15. November 2010 als ernannter Nachfolger von Joe Biden im US-Senat.
Ted Kaufman studierte Maschinenbau an der Duke University und schloss 1960 als Bachelor ab. 1966 erwarb er den Master of Business Administration an der Wharton School der University of Pennsylvania. Ab 1973 gehörte er dem Stab des kurz zuvor zum US-Senator gewählten Joe Biden an, für den er bis 1994 arbeitete; ab 1975 war er dabei dessen Stabschef. Im Jahr 1991 übernahm er zudem eine Dozententätigkeit an der juristischen Fakultät der Duke University.
Nachdem er kurze Zeit in einer privaten Kanzlei als Politikberater gearbeitet hatte, wurde Kaufman 1995 von US-Präsident Bill Clinton in das Broadcasting Board of Governors berufen, eine für die Rundfunksender der Regierung zuständige Behörde. Er legte seinen Posten dort am 25. November 2008 nieder, nachdem er tags zuvor durch Delawares Gouverneurin Ruth Ann Minner als Nachfolger des zum US-Vizepräsidenten gewählten Joe Biden nominiert worden war. Die Gouverneurin erklärte: „Ich glaube, dass Ted Kaufman jede Bedingung erfüllt, die dieses Amt erfordert. Seine politischen Ansichten ähneln denen von Senator Biden. Er hat erklärt, sich nur auf die Arbeit für die Bevölkerung zu konzentrieren und sich nicht um die Wiederwahl zu bewerben.“ Kaufman legte seinen Amtseid am 16. Januar 2009 ab, einen Tag, nachdem Joe Biden sein Mandat niedergelegt hatte.
Die offizielle Nachwahl fand am 2. November 2010 statt. Der lange als Favorit geltende republikanische Kongressabgeordnete Michael Castle hatte die Primary seiner Partei überraschend gegen Christine O’Donnell, eine Aktivistin der Tea-Party-Bewegung, verloren, die bei der Senatswahl 2008 gegen Joe Biden unterlegen war. Sie wurde bei der eigentlichen Wahl dann deutlich vom demokratischen Kandidaten Chris Coons, einem Lokalpolitiker aus dem New Castle County, bezwungen. Nach seinem Sieg wurde Coons am 15. November 2010 als Kaufmans Nachfolger vereidigt.
Im Jahr 2020 war er für den US-amerikanischen President-elect Joe Biden tätig und leitete das Übergangsteam, das den Übergang der Amtsgeschäfte von Donald Trump auf Joe Biden vorbereitete.